# Rabenklippe

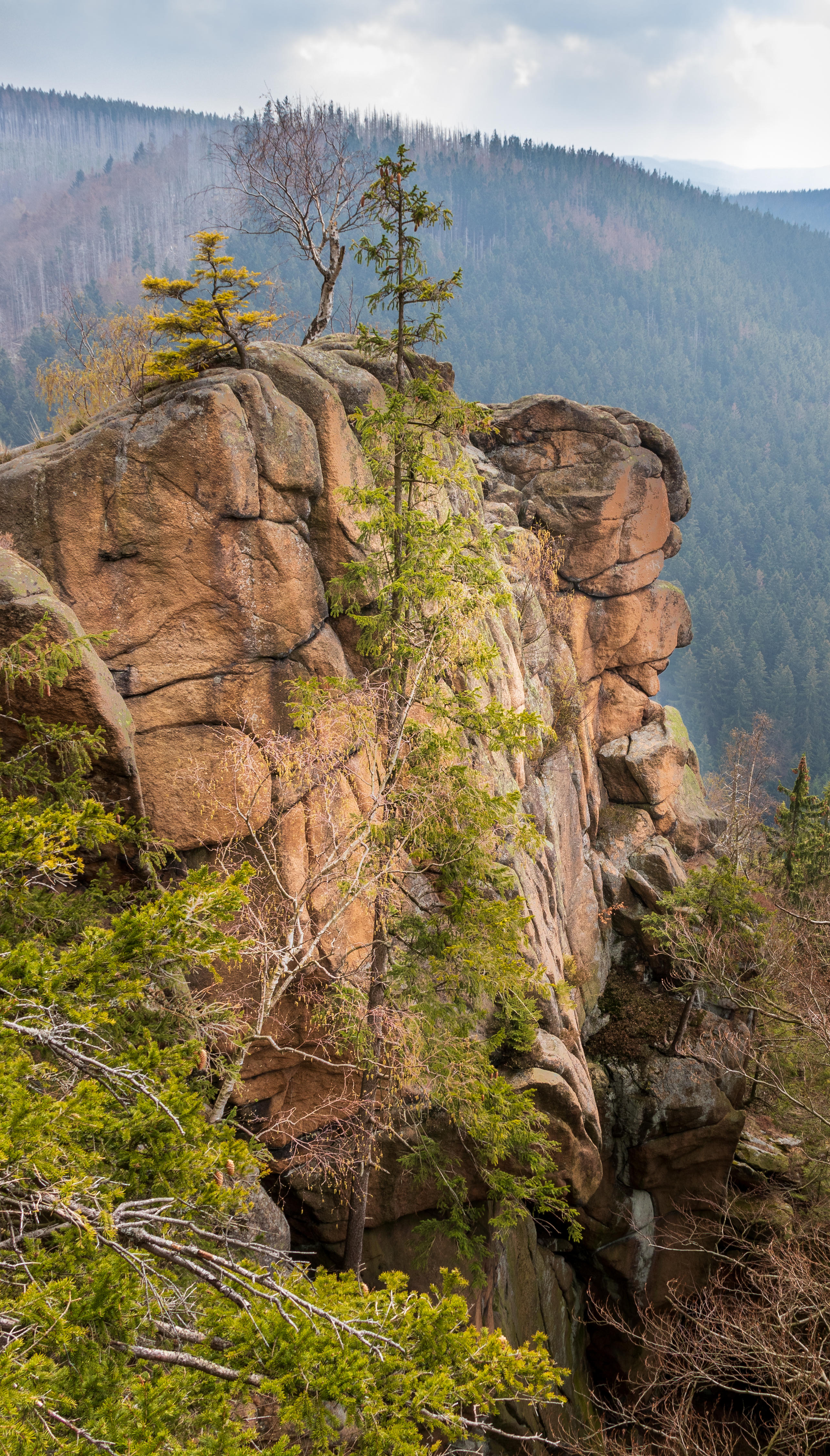
Rabenklippe

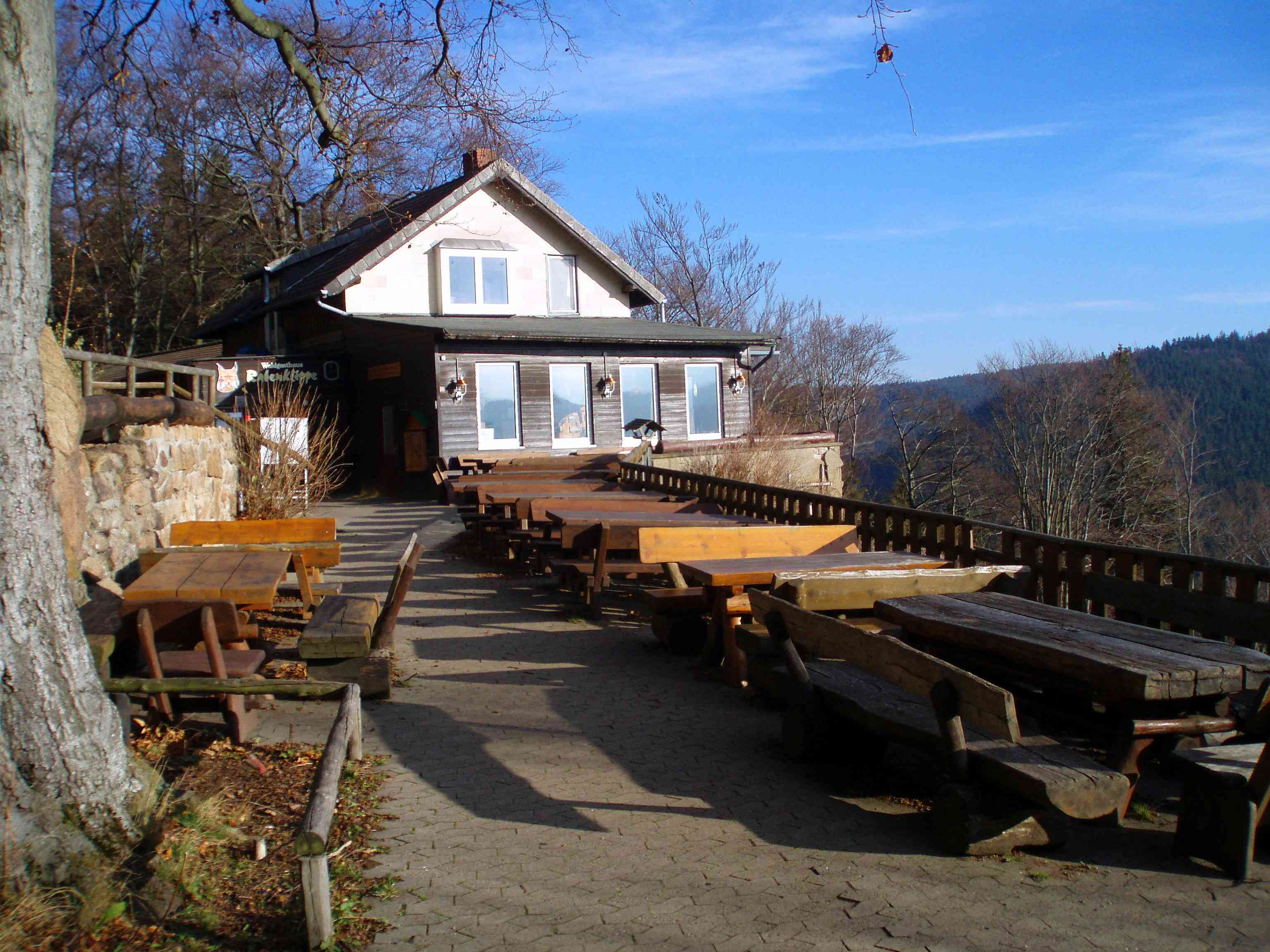
Gasthaus Rabenklippe

Die Rabenklippe ist eine Granitfelsformation nahe Bad Harzburg im Harz im niedersächsischen Landkreis Goslar.

## Geographische Lage
Die Rabenklippe befindet sich wenige hundert Meter westlich der entlang der Ecker verlaufenden Grenze von Niedersachsen und Sachsen-Anhalt im Nationalpark Harz, etwa 3,5 km (Luftlinie) südöstlich von Bad Harzburg. Die Felsen, die bis knapp unterhalb eines 554,9 m ü. NHN hohen Bergsporns des Kaltetalskopfs (ca. 605 m) reichen, fallen nach Südosten in das etwa 200 m tiefer gelegene und bewaldete Eckertal ab. Nahe den Klippen liegt das durch die Nationalparkverwaltung Harz angelegte Luchsgehege.

## Geschichte
Unmittelbar an der Rabenklippe, die im 19. Jahrhundert zu einem beliebten Wanderziel geworden ist, wurde 1874 eine Unterstandshütte errichtet, aus der das Waldgasthaus Rabenklippe (ca. 525 m) hervorging.
Nach dem Dürrejahr 2018 befiel der Borkenkäfer im Bereich der Rabenklippen große Flächen des Fichtenwaldes.

## Aussichtsmöglichkeit und Wandern
Ein Teil der Rabenklippe ist durch Treppenstufen begehbar gemacht worden. Von dort geht der Blick unter anderem zum Brocken, hinab in das Eckertal und zur jenseits des Eckertals befindlichen Taubenklippe. Die Klippe ist als Nr. 170 in das System der Stempelstellen der Harzer Wandernadel einbezogen; der Stempelkasten hängt am Waldgasthaus Rabenklippe.